# Zdeněk Vítek
Zdeněk Vítek (* 25. Juli 1977 in Vrchlabí, Tschechoslowakei) ist ein ehemaliger tschechischer Biathlet und heutiger Biathlon-Trainer.
Der in Jilemnice lebende Sportlehrer betreibt seit 1992 Biathlon und wurde 1998 erstmals in den Nationalkader der Tschechischen Republik berufen. Er startet für SKP Jablonec und wird von Ondrej Rybar trainiert.
Sein bislang größter Erfolg war der Gewinn der Bronzemedaille bei den Biathlon-Weltmeisterschaften 2003 in Chanty-Mansijsk. Zwei Weltcupsiege stehen ebenfalls zu Buche.
Zdeněk Vítek nahm bislang viermal an Olympischen Winterspielen teil. Die Spiele in Turin waren die besten, als Vítek mit Platz 10 im Sprint und Platz 16 in der Verfolgung seine Zugehörigkeit zur Weltspitze unter Beweis stellte.
Nach der Saison 2013/14 beendete er seine sportliche Karriere und übernahm ab der folgenden Saison das Amt des Damentrainers im tschechischen Verband. Vier Jahre später wechselte er in dieser Position zum Männerteam. Zur Saison 2020/21 übernahm er schließlich das tschechische IBU-Cup-Team der Männer.

## Biathlon-Weltcup-Platzierungen
Die Tabelle zeigt alle Platzierungen (je nach Austragungsjahr einschließlich Olympische Spiele und Weltmeisterschaften).
- 1.–3. Platz: Anzahl der Podiumsplatzierungen
- Top 10: Anzahl der Platzierungen unter den ersten zehn (einschließlich Podium)
- Punkteränge: Anzahl der Platzierungen innerhalb der Punkteränge (einschließlich Podium und Top 10)
- Starts: Anzahl gelaufener Rennen in der jeweiligen Disziplin
- Staffel: inklusive Mixed- und Single-Mixed-Staffeln

| Platzierung                      | Einzel | Sprint | Verfolgung | Massenstart | Staffel | Gesamt |
| -------------------------------- | ------ | ------ | ---------- | ----------- | ------- | ------ |
| 1. Platz                         | 1      |        |            |             | 1       | 2      |
| 2. Platz                         | 1      |        | 1          |             | 1       | 3      |
| 3. Platz                         |        | 1      | 1          |             | 1       | 3      |
| Top 10                           | 3      | 12     | 5          | 1           | 37      | 58     |
| Punkteränge                      | 12     | 39     | 36         | 13          | 51      | 151    |
| Starts                           | 34     | 88     | 60         | 14          | 51      | 247    |
| Stand: nach der Saison 2009/2010 |        |        |            |             |         |        |